# Axplock
Axplock är en svensk tecknad serie skapad av Tobias Sjölund som även är känd för sin serie Livet Hemmavid i 91:an. Axplock är en serie som, av namnet att döma, inte har någon speciell handling eller huvudperson. Axplock går som serie i tidningen Uti vår hage.